# アドリアン・エスクデロ
アドリアン・エスクデロ・ガルシア（Adrián Escudero García、1927年11月24日 - 2011年3月7日）は、スペイン・マドリード出身の元サッカー選手、元サッカー指導者。ポジションはFWだった。また、プロキャリア13年間をアトレティコ・マドリード一筋で終えている。
アトレティコ・マドリードにて残した公式戦通算169ゴールは、クラブ史上ルイス・アラゴネスに史上2番目の記録である。

## クラブ経歴
1945年の冬にアトレティコ・マドリードに加入した。当時のリーグ規定の1つ、"トップリーグ出場可能な年齢は18歳から"という規定のため、当時17歳であったエスクデロのアトレティコ・マドリードデビュー戦は、翌年1月28日のFCバルセロナ戦にまで長引いてしまった。
アトレティコでは計13シーズンプレーし、1949-50シーズンと1950-51シーズンのリーグ2連覇も経験している、公式戦通算330試合169ゴール。また、現在のスーペルコパの前身大会である"コパ・プレシテンテ・デ・ラ・フェデラシオン"と1951年の"コパ・エバ・ドゥアルテ"もそれぞれ1度の優勝を達成している。この時代のアトレティコが抱える前線にはヘンリー・カールションやラルビ・ベンバレクらがおり、これにエスクデロを含めて強力な前線を形成していた。
エスクデロは、1953年3月8日のアウェイセルタ・デ・ビーゴ戦にて、アトレティコ創設第1000ゴールを決めた選手でもある。
2011年3月7日、自身が生まれ育った街マドリードにて83歳で死去した。

## タイトル
アトレティコ・マドリード
- ラ・リーガ : 2回 (1949-50, 1050-51)
- コパ・エバ・ドゥアルテ : 1回 (1951)

個人
- モンチン・トリアーナ賞※ : 1回 (1956-57)

※キャリアを通して1つのクラブにのみ在籍し、かつ、そのクラブに大きく貢献した選手に授与される賞。